# Индукционная машинка

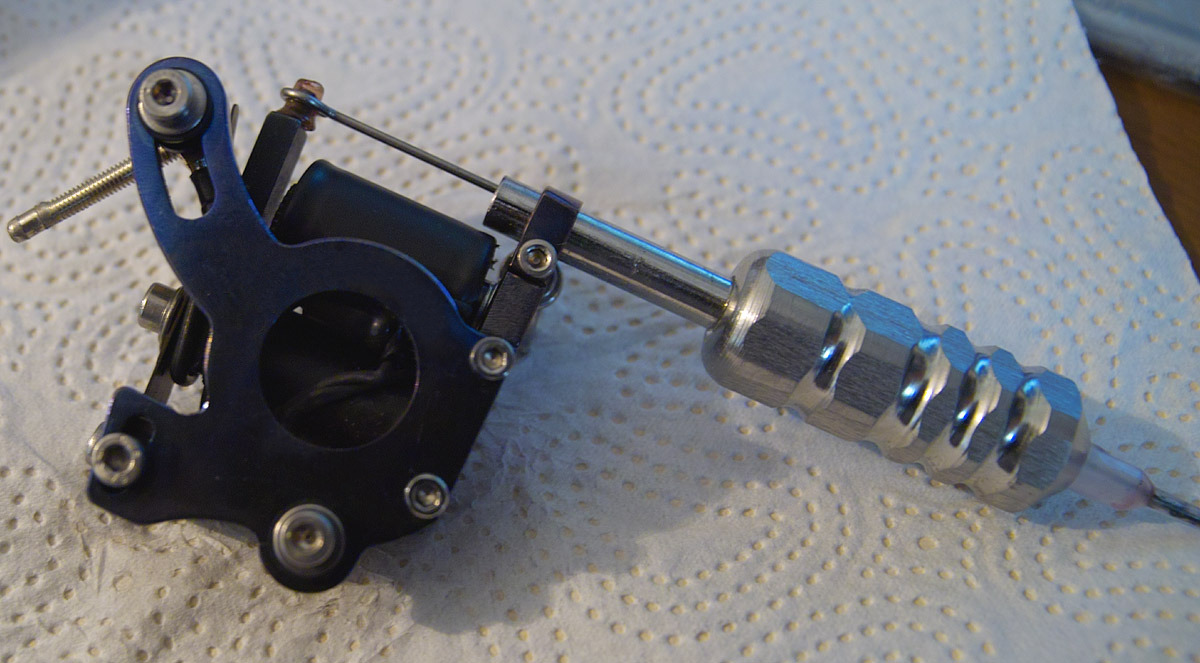
Именная индукционная машинка с держателем и иглой

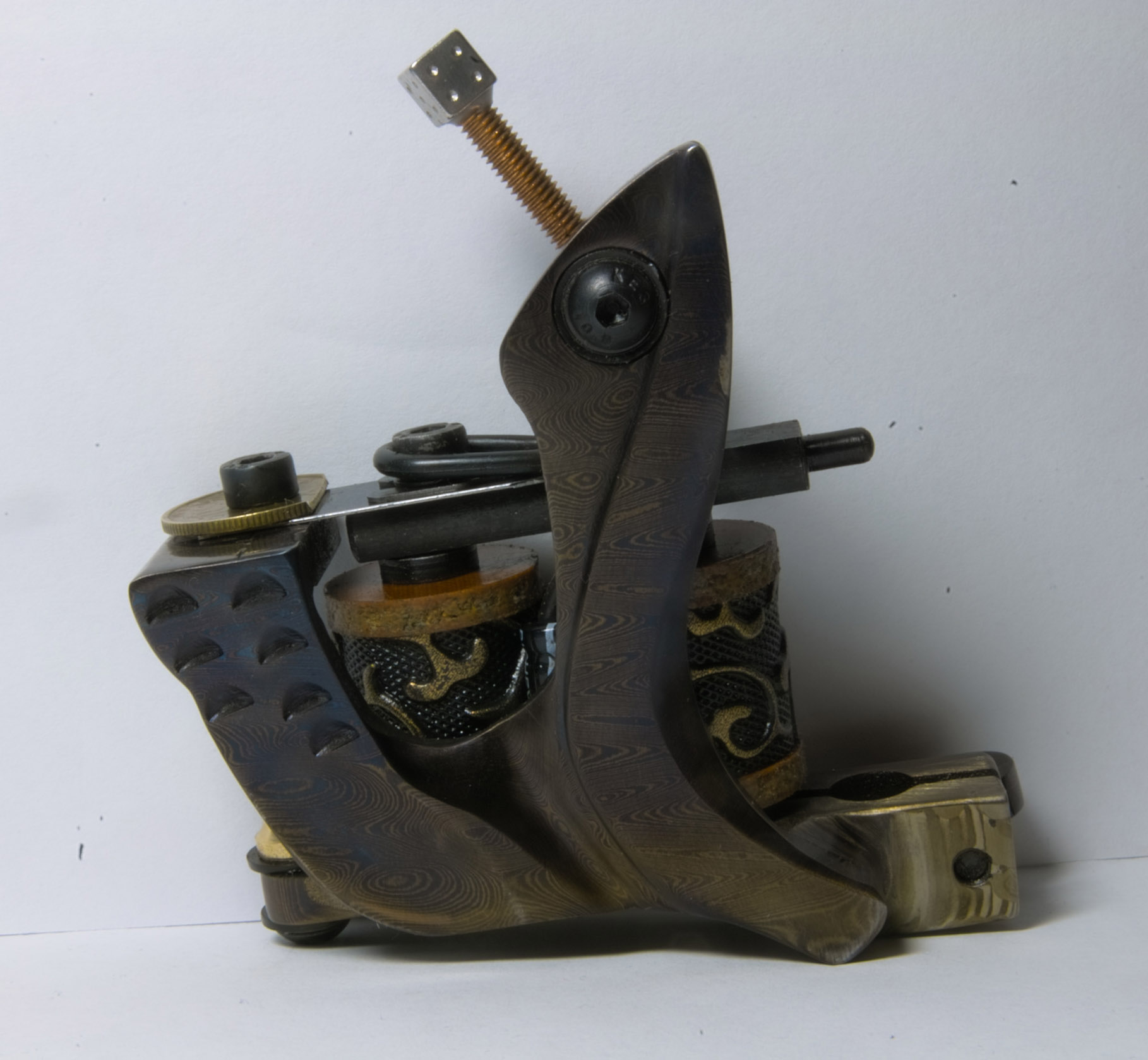
Контурная тату-машинка для линий иглами 1—7

Татуировочная машинка — современный инструмент для нанесения татуировки, обеспечивающий достаточно быстрое и минимально травматичное её нанесение.

## История
Первая в мире тату-машинка с электромагнитным приводом была изобретена татуировщиком из Нью-Йорка Самуэлем О’Райли. Он взял за основу изобретенное в 1876 году «электрическое перо» для копирования документов Томаса Эдисона. Пневматическая трафаретная ручка пробивала отверстия, а на полученный трафарет валиком наносилась краска. О’Райли оснастил исходный механизм контейнером для краски, стал применять спаянные пучки игл и в 1891 году получил патент.
Со временем дизайн тату машинок менялся много раз и меняется до сих пор. Достаточно долгое время были популярны индукционные машинки. Однако с 2010 началась новая эра развития роторных машинок, что обусловлено появлением достаточно сложных механизмов, создание которых стало возможным благодаря развитию современных технологий и материалов. Так же значительное влияние оказал фактор появления нового типа игл: картриджей, при работе с которыми достаточно всего одной роторной машины, так как сами иглы представляют собой сменные одноразовые (на один сеанс) модули, легко заменяемые за несколько секунд прямо во время процесса татуирования.

## Виды
- Индукционная машинка
- Роторная машинка
- Пневматическая машинка
- Соленоидная машинка
- Так же были замечены машинки с паровыми двигателями и прочие, но были сконструированы скорее в виде эксперимента.

Основные части индукционной машинки:
- рама — основная несущая конструкция, может быть изготовлена из различных материалов, в основном металлов. Большинство мастеров предпочитают стальные (из-за прочности) или бронзовые (из-за легкости обработки) рамы.
- катушки — представляют собой электромагнит, сердечники с намотанной на них проволокой. В зависимости от количества слоев проволоки различают шести-, семи-, восьми-, девяти- и десятислойные катушки (чётное количество слоёв встречается чаще). Весьма редко (на данный момент времени) встречаются машинки, катушки на которых имеют большее число слоёв, нежели 10. Самые распространенные сейчас — 8-слойные. Количество слоёв определяется изготовителем, исходя из текущей необходимости. На машинке может быть одна или две катушки. Наиболее распространённые машинки с двумя катушками. Катушки, параллельно соединённые с конденсатором, образуют электрический контур тату-машины. Конденсатор в индукционной тату-машине выполняет функцию искрогасителя.
- конденсатор — устройство, предназначенное для получения необходимого значения ёмкости в электрических цепях; устройство для накопления энергии электрического поля. Конденсатор является пассивным электронным компонентом.
- пружины — плоские металлические пластины. Одна соединяет боёк с рамой, вторая — крепится на боёк и выполняет функцию контакта.
- боёк — брусок из низкоуглеродистой стали (магнитные свойства). В рабочей части имеет цилиндрический выступ диаметром 2,5-3 миллиметра, длинной 6-8 миллиметров — для фиксации на бойке ушка иглы.
- контактные стойки — как правило две. Верхняя стойка (изолированная от рамы) необходима для установки контактного винта, который осуществляет «тонкую» подстройку тату-машины (увеличение или уменьшение коэффициента заполнения и количества ударов в секунду). Нижняя контактная стойка используется для подключения машинки к одному из контактов провода, идущему от блока питания. Так же часто используется не словосочетание «контактные стойки», а англицизм «бинды» (ед. ч.: «бинд») — от английского bind (связывать, вязать).

Основные части роторной машинки, принципа Direct Drive:
- рама — основная несущая конструкция, может быть изготовлена из различных материалов. В последнее время это чаще алюминий 7075 T6.
- электродвигатель — силовой механизм роторной тату машинки.
- эксцентрик — цилиндр с подшипником и закрепленным в нем стержнем (для фиксации на бойке ушка иглы), превращающим вращательные движения моторчика в поступательные.